# Loon-Plage
Loon-Plage è un comune francese di 6 382 abitanti situato nel dipartimento del Nord nella regione dell'Alta Francia.

## Società

### Evoluzione demografica
Abitanti censiti